# Sus bucculentus
Sus bucculentus är en däggdjursart som beskrevs av Pierre Marie Heude 1892. Sus bucculentus ingår i släktet Sus och familjen äkta svin. IUCN kategoriserar arten globalt som otillräckligt studerad. Inga underarter finns listade i Catalogue of Life.
Individer från denna art hittades i södra Vietnam och i Laos. Kanske är populationen förvildade tamsvin.